# Elganowo
Elganowo (dawniej Gilgenau) – wieś w Polsce położona w województwie warmińsko-mazurskim, w powiecie szczycieńskim, w gminie Pasym. W latach 1975–1998 miejscowość administracyjnie należała do województwa olsztyńskiego.
Wieś położona na północ od jeziora Leleskiego i na wschód od Pasymia. Dawniej dwór szlachecki, jedna z najstarszych miejscowości w tym regionie. We wsi znajduje się późnobarokowy dwór z końca XVIII w., przebudowany w II poł. XIX w., parterowy o boniowanych elewacjach, kryty naczółkowym dachem, z piętrowym ryzalitem w elewacji ogrodowej, w otoczeniu pozostałości dawnego parku. Z dawnego założenia dworskiego zachowały się także zabudowania folwarczne.